# 弹板跳水
弹板跳水（英語：Springboard Diving），亦作跳板跳水，是跳水運動的一個項目。與高台跳水不同的是：彈板跳水的起跳點位於一個位置較低的彈板上。
由於彈板跳水的特性，即使是最資深的運動員仍然會有發生意外的可能。當中最著名的事件在於1988年在南韓首都首爾舉行的夏季奥运会跳水比賽中，美國跳水選手盧根尼斯在退役前的一次奧運比賽裡，由於分神而在起跳後失準，頭撞在彈板上受傷。
彈板跳水除了分男子及女子以外，亦有單人及雙人的分組。而雙人跳水除了是技術的考驗以外，亦是兩位選手間的合拍程度的考驗。
男子跳板跳水比賽跳6個動作，其中無難度系數限制的5個動作從不同組別中選出。剩餘的1個動作可選自任何組別。
女子跳板跳水比賽跳5個動作，其中無難度系數限制的5個動作從不同組別中選出。